# Municipio de Mount Valley
El municipio de Mount Valley (en inglés: Mount Valley Township) es un municipio ubicado en el condado de Winnebago en el estado estadounidense de Iowa. En el año 2010 tenía una población de 565 habitantes y una densidad poblacional de 6,02 personas por km².

## Geografía
El municipio de Mount Valley se encuentra ubicado en las coordenadas 43°18′18″N 93°34′2″O / 43.30500, -93.56722. Según la Oficina del Censo de los Estados Unidos, el municipio tiene una superficie total de 93.82 km², de la cual 93,81 km² corresponden a tierra firme y (0,01 %) 0,01 km² es agua.

## Demografía
Según el censo de 2010, había 565 personas residiendo en el municipio de Mount Valley. La densidad de población era de 6,02 hab./km². De los 565 habitantes, el municipio de Mount Valley estaba compuesto por el 99,12 % blancos, el 0,35 % eran de otras razas y el 0,53 % eran de una mezcla de razas. Del total de la población el 0,53 % eran hispanos o latinos de cualquier raza.